# Ctenium crista-castrensis
Ctenium crista-castrensis là một loài Rêu trong họ Hypnaceae. Loài này được (Hedw.) C.E.O. Jensen mô tả khoa học đầu tiên năm 1923.